# Gyrodus
Gyrodus es un género extinto de pez óseo picnodontiforme que vivió durante el Jurásico y el Cretácico en lo que hoy es Europa y Norteamérica.

## Descripción

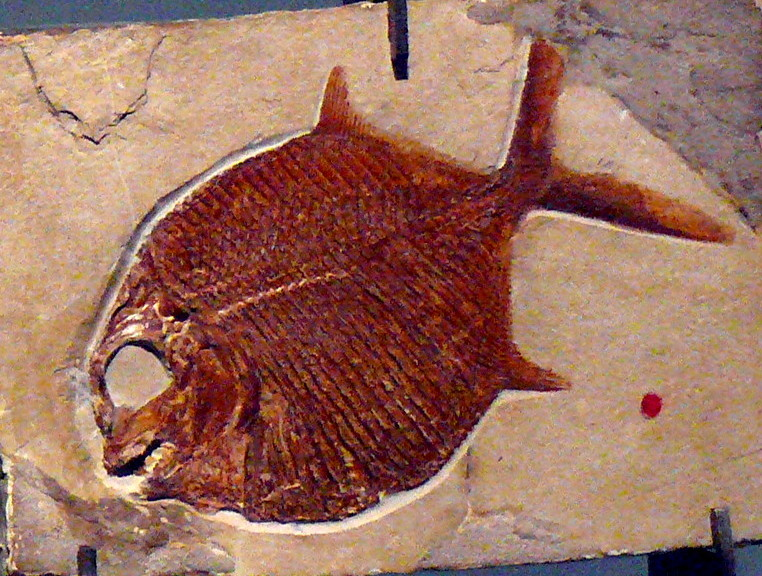
Gyrodus hexagonus de Alemania.

Gyrodus media 1,2 metros de longitud. Su cuerpo tenía forma aplanada visto de frente y circular cuando se ve desde el lado,también tenía unos ojos muy grandes. Además los dientes eran redondos muy pegados uno del otro, posiblemente se alimentaba de coral y mariscos. La aleta caudal de Gyrodus tiene forma puntiaguda, Sin embargo, se cree que el género también fue capaz de tener una aleta dorsal en forma de hoz, la cual le pudo permitir nadar en el océano de alta velocidad abierta.

## Distribución

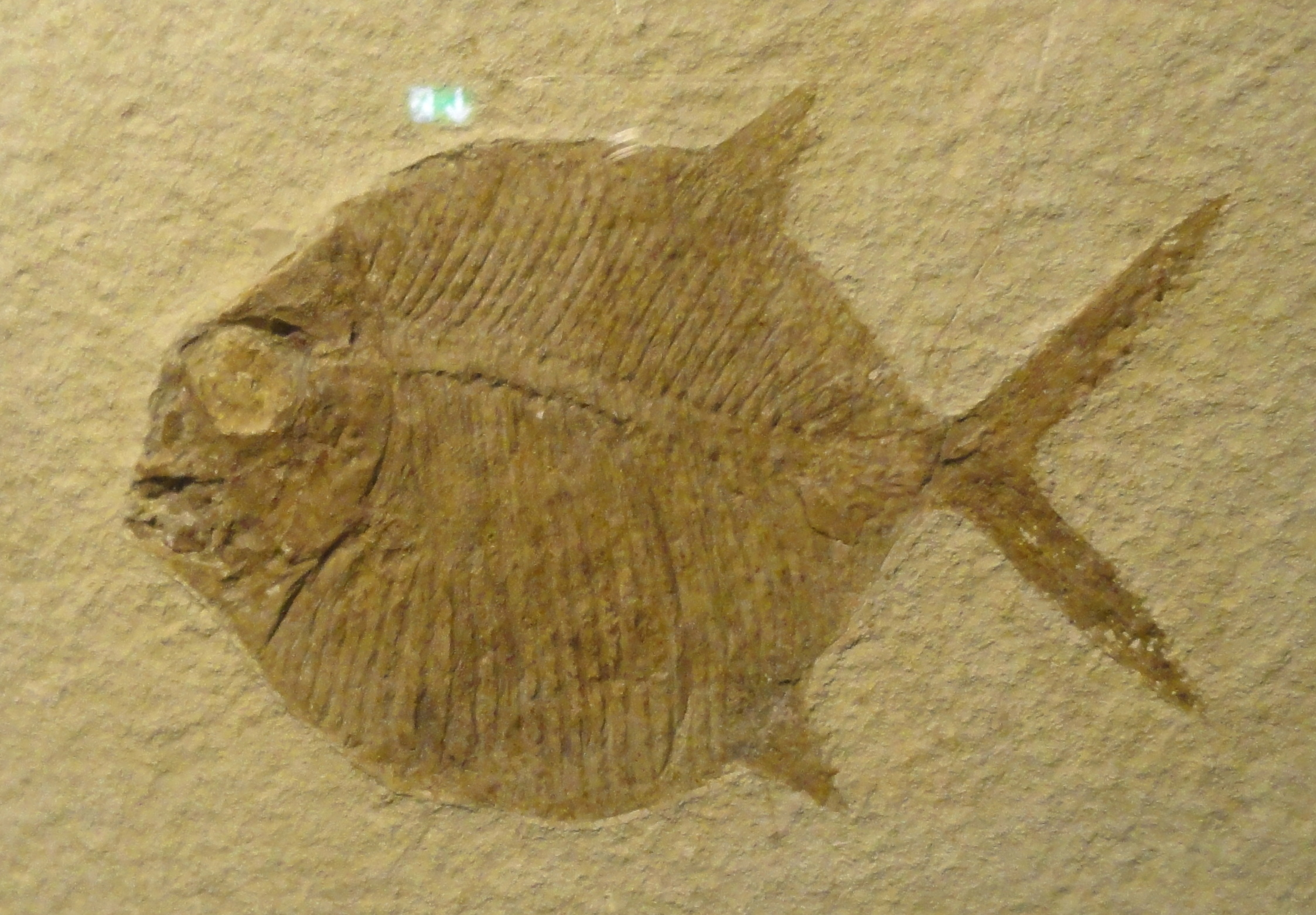
Gyrodus macrophthalmus de Alemania.

### Jurásico medio
Los fósiles del Jurásico Medio de Gyrodus se encuentran principalmente en Escocia la cual corresponde a una sola especie.
G. Goweri (Gris Egerton-1869)

### Jurásico Superior
Durante el Jurásico Superior la distribución de Gyrodus se extendió a muchas partes del mundo. Algunas especies también habitaban en Estados Unidos.
- G. Major.
- G. hexagonus (de Blainville, 1818) - especie tipo

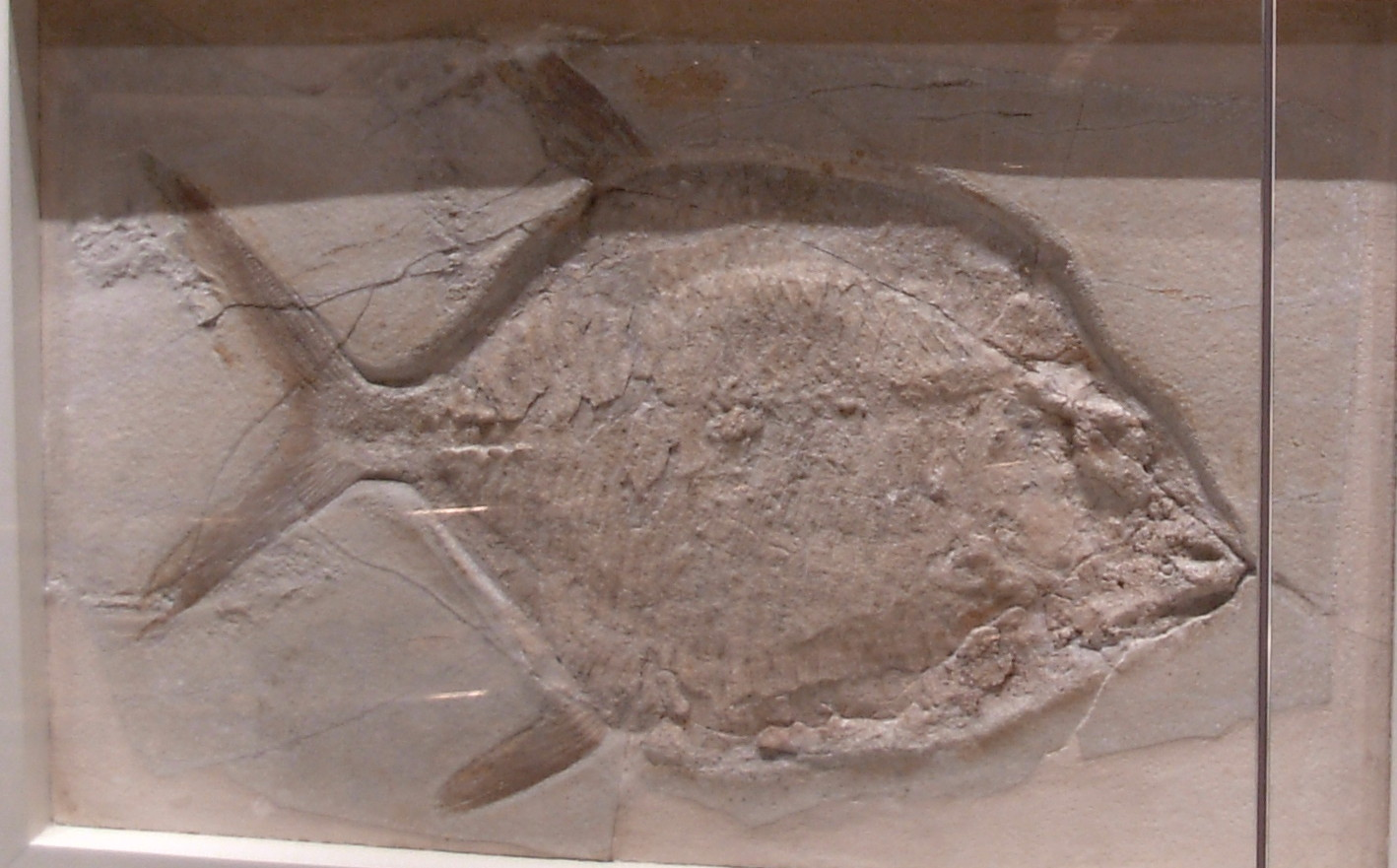
Gyrodus circularis

- G. circularis Agassiz, 1844
- G. macrophthalmus Agassiz 1843

### Cretácico Temprano
- G. therfieldensis Blanco, 1927
- G. menor Agassiz, 1844

Sólo un fragmento de un diente se ha descubierto de los tres siguientes.
- G. contiguidens - Francia
- G. sculptus - Francia
- G. ellipticus Eichwald, 1868 - Rusia

### Cretácico Superior
Se han hallado fragmentos de dientes en Francia, pero no está claro si pertenecen a este género.